# Parlement du Québec
Le Parlement du Québec exerce le pouvoir législatif dans la province de Québec. 
Il est composé de l'Assemblée nationale du Québec, représentants des citoyens, et de Charles III, roi du Canada, qui est représenté par le lieutenant-gouverneur.
Le terme « parlement » est aussi utilisé pour désigner le complexe immobilier de la colline parlementaire : l'hôtel du Parlement où siège l'Assemblée nationale.

## Composition
Le Parlement du Québec est composé d'une assemblée législative élective, appelée Assemblée nationale, représentante du peuple, et du roi Charles III, roi du Canada, représenté par un lieutenant-gouverneur.
De 1867 à 1968, le Parlement du Québec comprenait aussi une assemblée législative non élective, communément appelé chambre haute : soit le Conseil législatif. Depuis la Loi concernant le Conseil législatif, le Parlement est unicaméral.

### Assemblée nationale
L'Assemblée nationale, appelée Assemblée législative jusqu'en 1968, est une assemblée législative élective. Elle est composée de 125 députés. Chaque député est élu dans l'une des 125 circonscriptions électorales du Québec selon un mode de scrutin uninominal majoritaire à un tour.
L'Assemblée nationale étudie, amende, adopte ou rejette les projets de loi, publics ou d'intérêts privés, présentés par les députés.

### Lieutenant-gouverneur

Drapeau du lieutenant-gouverneur du Québec.

Le lieutenant-gouverneur est le représentant du roi au sein du Parlement du Québec. Il exerce les fonctions que la Loi constitutionnelle de 1867 lui confie. Sur l'avis de son conseil des ministres, il accorde ou refuse la sanction royale aux projets de loi adoptés par l'Assemblée nationale. Les articles 55 et 90 de la Loi constitutionnelle de 1867 autorisent aussi le lieutenant-gouverneur à réserver un projet de loi, c'est-à-dire à différer sa sanction au Gouverneur général du Canada.
En 2012, le Parti québécois dépose une motion en chambre pour abolir la fonction. Il n'obtient cependant pas l'appui nécessaire du Parti libéral du Québec et de la Coalition avenir Québec. Une motion similaire est de nouveau déposée en 2023 par Québec solidaire, conjointement avec la Coalition avenir Québec et le Parti québécois. Celle-ci est cette fois adoptée à l'unanimité, signifiant la volonté de l'Assemblée nationale « que soit abolie la fonction de lieutenant-gouverneur. »

## Pouvoirs
Le Parlement du Québec exerce le pouvoir législatif pour le Québec.
Le pouvoir législatif doit s'exercer conformément aux compétences législatives que la Loi constitutionnelle de 1867 attribuent aux parlements provinciaux. Ceux-ci doivent, dans l'exercice du pouvoir législatif, respecter le partage constitutionnel des compétences législatives en vigueur dans la fédération canadienne. Il joue donc un rôle suprême en politique québécoise.
Le Parlement exerce aussi un pouvoir constituant partiel puisque l'article 45 de la Loi constitutionnelle de 1982 lui permet de modifier la Constitution du Canada relativement à certaines matières.
De par son mandat, le Parlement du Québec est responsable de la gestion de l'État par l'adoption, la modification et l'abrogation de lois québécoises. Ainsi, le Parlement est seul à décider du rôle que le gouvernement peut exercer. Par ces lois, il délègue au gouvernement et à la fonction publique la responsabilité de l'application de la législation qui peut se faire grâce à différents outils règlementaire.
Selon l'importance des dossiers politiques en jeu, le Parlement peut donner le pouvoir décisionnel soit :
1. au gouvernement du Québec qui exerce ce pouvoir par décret, soit
2. aux ministères, municipalités et organismes de la fonction publique qui exerce le leur par règlement, ou
3. à chacun des ministres qui usent d'arrêtés ministériels.

Bien que la plupart des décisions doivent passer par un processus d'approbation du ministre respectif ou du Conseil des ministres, chacun des termes utilisés est essentiel pour le Parlement dans l'interprétation de la responsabilité ministérielle et donc dans son contrôle parlementaire du gouvernement.

## Lieu de réunion
L'édifice qui abrite l'Assemblée nationale se situe dans la ville de Québec, la capitale nationale, et se nomme l'« hôtel du Parlement ». Il a été construit d'après les plans d'Eugène-Étienne Taché entre 1877 et 1886. Pour sa part, les bureaux du lieutenant-gouverneur se trouvent dans l'édifice André-Laurendeau. Cet édifice a été construit entre 1934 et 1936 selon les plans de Wilfrid Lacroix, Jean-Charles Drouin et Joseph-Siméon Bergeron.

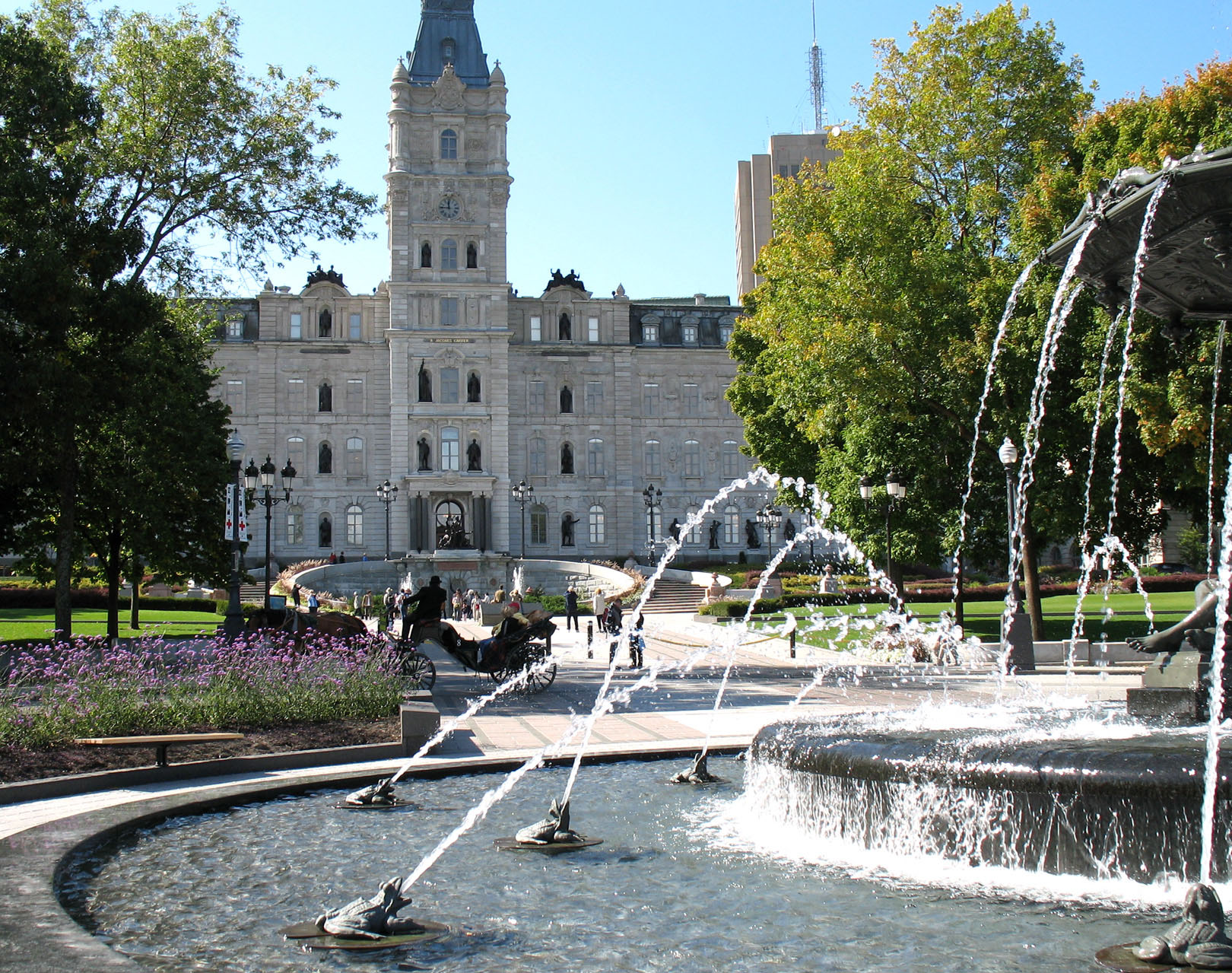
La fontaine de Tourny
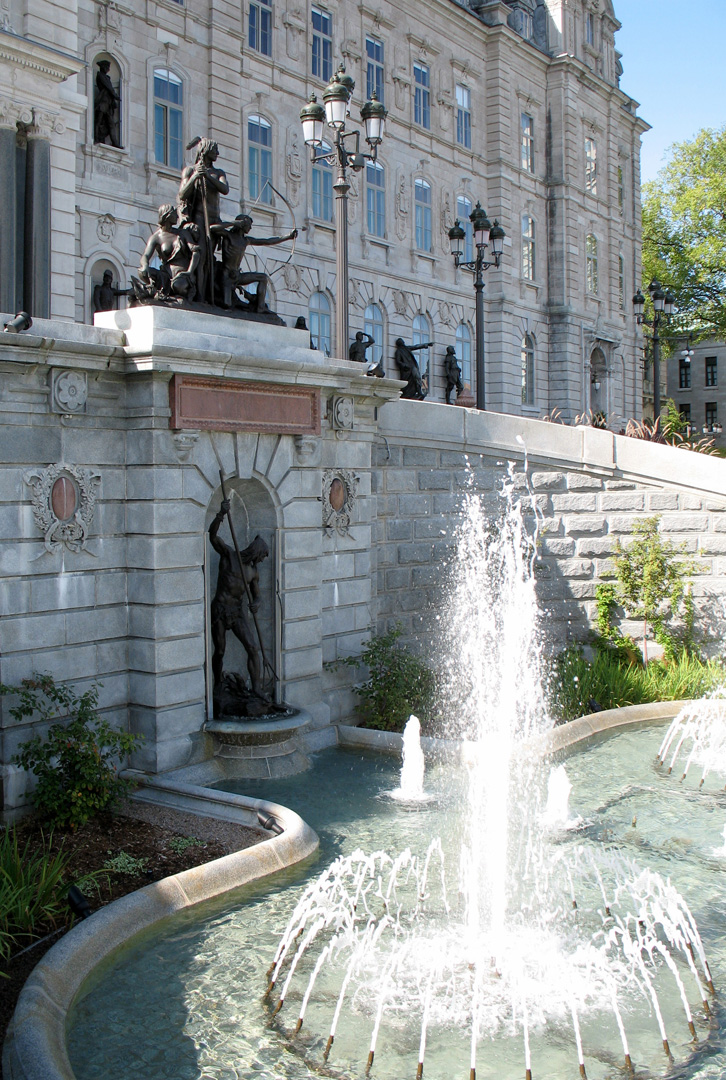
Fontaine de Louis-Philippe Hébert
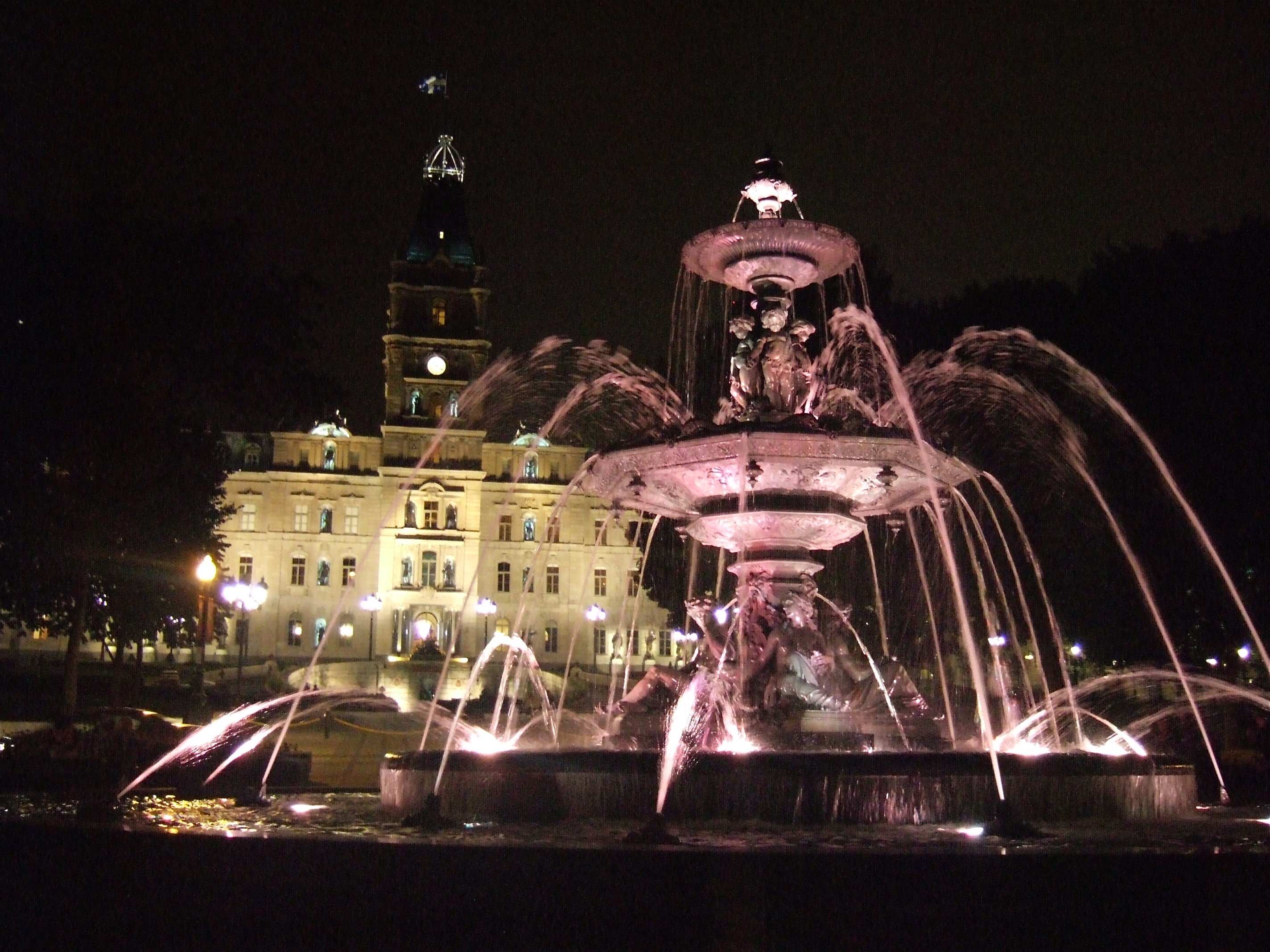
Vue nocturne
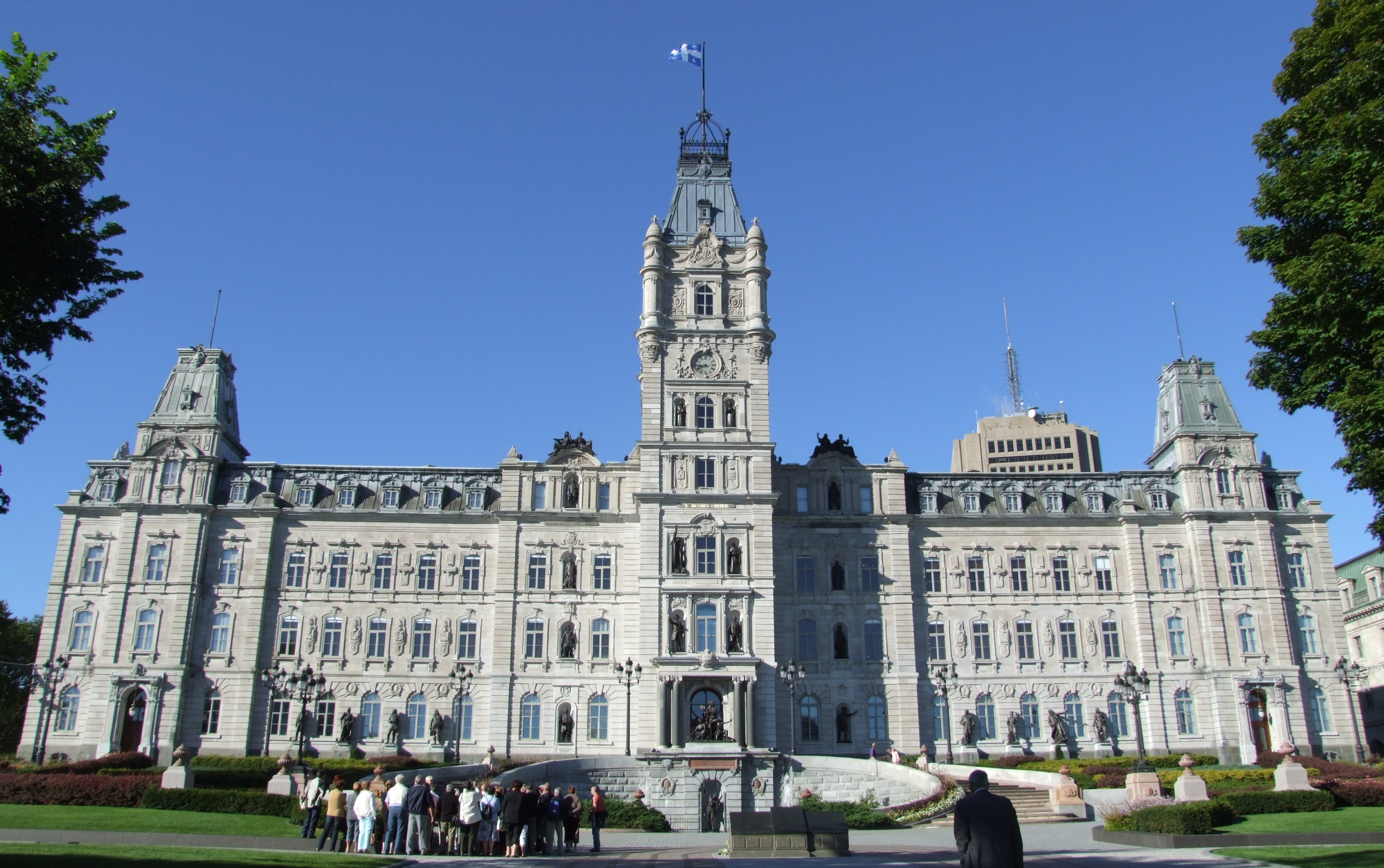
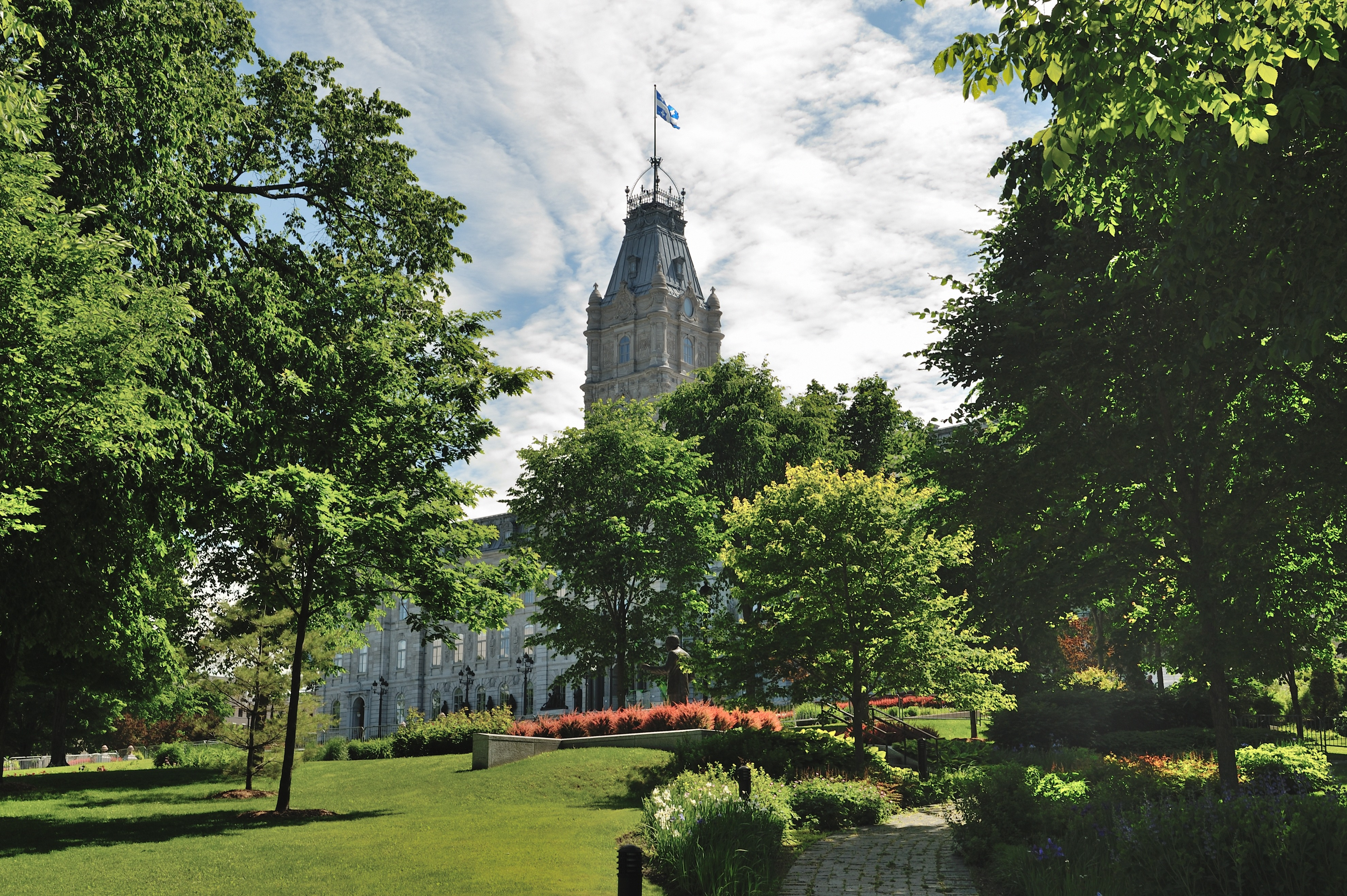
Allées et jardins
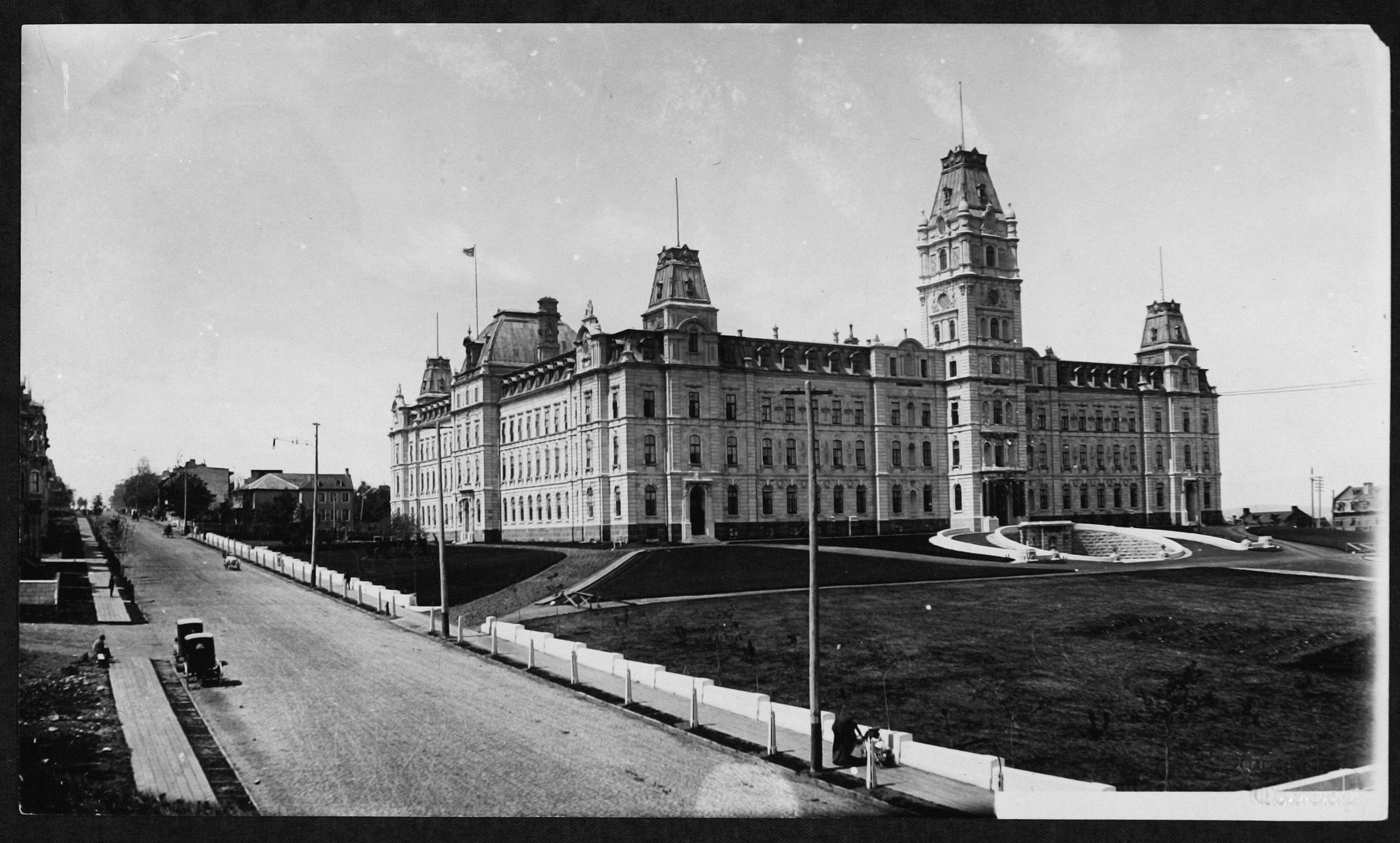
Le parlement vers 1890.

## Histoire
La Loi constitutionnelle de 1867, notamment à ses articles 92, 92A, 93, 94A et 95, énonce que le pouvoir de faire des lois à l'égard de certaines catégories de sujets appartient aux parlements de chaque province.
L'article 71 de la Loi constitutionnelle de 1867 prévoyait à l'origine l'existence de deux assemblées législatives, une étant élective et l'autre étant non élective. Bien que cet article n'ait jamais été abrogé ni modifié par le pouvoir constituant, le Parlement du Québec a adopté en 1968 une Loi concernant le Conseil législatif (voir article 1 du chapitre 9 des lois de 1968) qui abolit le Conseil législatif après le 31 décembre 1968.
La loi renomme aussi l'« Assemblée législative » par « Assemblée nationale ».
En 1982, la Loi sur l'Assemblée nationale renomme la « Législature du Québec » par « Parlement du Québec ».

## Historique des législatures
- 1re législature
- 2e législature
- 3e législature
- 4e législature
- 5e législature
- 6e législature
- 7e législature
- 8e législature
- 9e législature
- 10e législature
- 11e législature
- 12e législature
- 13e législature
- 14e législature
- 15e législature
- 16e législature
- 17e législature
- 18e législature
- 19e législature
- 20e législature
- 21e législature
- 22e législature
- 23e législature
- 24e législature
- 25e législature
- 26e législature
- 27e législature
- 28e législature
- 29e législature
- 30e législature
- 31e législature
- 32e législature
- 33e législature
- 34e législature
- 35e législature
- 36e législature
- 37e législature
- 38e législature
- 39e législature
- 40e législature
- 41e législature
- 42e législature
- 43e législature

#### Fonds d'archives
- Fonds Assemblée nationale du Québec

#### Collection d'objets patrimoniaux
- Collection Assemblée nationale du Québec

#### Expositions virtuelles
- 1792 : la naissance d'un Parlement
- Histoires de députés : une exposition sur les femmes et les hommes qui ont contribué à l'histoire politique du Québec
- Sur les traces des députés
- La Tribune de la presse du parlement de Québec: 150 ans d'histoire par les Rendez-vous d'histoire de Québec